# بوراس شجري
بوراس شجري (الاسم العلمي: Borassodendron) هو جنس نباتي يتبع فصيلة الفوفلية من رتبة الفوفليات.

## أنواع البوراس الشجري
- بوراس شجري بورنيوني (الاسم العلمي: Borassodendron borneense)
- بوراس شجري مشادوني (الاسم العلمي: Borassodendron machadonis)